# Arctosa testacea
Arctosa testacea Roewer, 1960 è un ragno appartenente alla famiglia Lycosidae.

## Etimologia
Il nome proprio della specie deriva dall'aggettivo latino testaceus, -a, -um, che significa di color mattone, in riferimento al colore di fondo di questi esemplari.

## Caratteristiche
Il cefalotorace di colore marrone, da cui si staglia il pattern oculare di un vistoso giallo brillante. L'epigino è piatto, più lungo che largo, di forma subtriangolare.
Le femmine hanno il bodylenght (prosoma + opistosoma) di 13 millimetri (5 + 8).

## Distribuzione
La specie è stata reperita nella Namibia: fra i rilievi collinari delle Khomas Hochland, circa 50 chilometri a sudovest della capitale Windhoek.

## Tassonomia
Al 2016 non sono note sottospecie e dal 1960 non sono stati esaminati nuovi esemplari.